# Île Daniel
Daniel est une île des Bermudes. 